# 129078 Animoo
129078 Animoo este un asteroid din centura principală de asteroizi.

## Descriere
129078 Animoo este un asteroid din centura principală de asteroizi. A fost descoperit pe 8 noiembrie 2004 la Vicques de Michel Ory. Asteroidul prezintă o orbită caracterizată de o semiaxă mare de 2,27 ua, o excentricitate de 0,19 și o înclinație de 3,2° în raport cu ecliptica.